# Eugénie van Griekenland
Eugénie prinses van Griekenland, prinses van Denemarken (Parijs, 10 februari 1910 - Genève, 13 februari 1989) was een prinses uit het koningshuis van Griekenland.

## Biografie

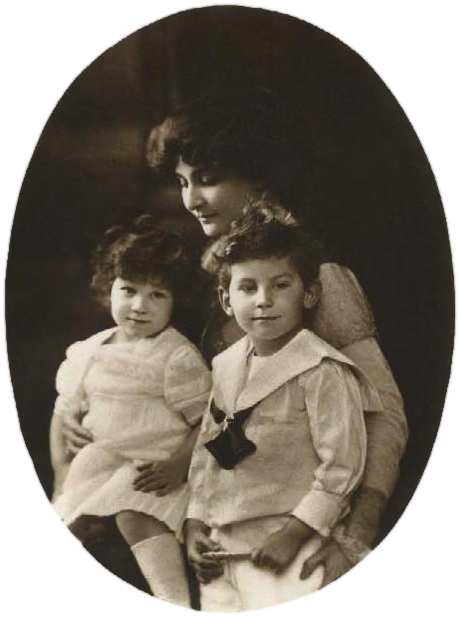
Marie Bonaparte met haar zoon Peter en haar dochter Eugénie

Eugénie van Griekenland was een dochter van prins en admiraal George van Griekenland en Denemarken (1869-1957) en de psychoanalytica prinses Marie Bonaparte (1882-1962). Ze was een kleindochter van koning George I van Griekenland, een zus van de antropoloog prins Peter van Griekenland en Denemarken (1908-1980) en een volle nicht van de Britse prins-gemaal Philip Mountbatten (1921-2021).
Zij trouwde in 1938 met prins Dominicus Radziwill, heer van Aleksandrowice, enz. (1911-1976) met wie ze een dochter Tatiana (1939) en een zoon Georges (1942-2001) kreeg; dit huwelijk werd in 1946 ontbonden en in 1952 kerkelijk geannuleerd. Ze trouwde in 1949 met prins Don Raymund della Torre e Tasso, tweede hertog van Castel Duino (1907-1986); uit dit tweede huwelijk, dat in 1965 werd ontbonden, werd een zoon Carlo (1952) geboren, de huidige eigenaar, bewoner en derde hertog van kasteel Duino. Op 15 mei 2010 werden door Carlo della Torre e Tasso drie juwelen uit het bezit van zijn moeder geveild bij Sotheby's in Genève; de broche, de devant de corsage en de ketting brachten samen zo'n 600.000 euro op.
Eugénie van Griekenland schreef twee biografieën en vertaalde een werk van haar moeder.